# Antifa

Logo dell'Azione Antifascista (Italia)

Logo dell'Antifaschistische Aktion (Germania)

Logo dell'Antifascistische Aktie (Paesi Bassi)

Antifa (nelle lingue scandinave: AFA; per esteso in tedesco: Antifaschistische Aktion; in olandese: Antifascistische Aktie; in svedese: Antifascistisk Aktion) è un collettivo antifascista internazionale di estrema sinistra e una rete spontanea e transpartitica di militanti solitamente extraparlamentari, attivisti e simpatizzanti indipendenti. È principalmente di ispirazione comunista, anarchica e socialista libertaria e il suo obiettivo è quello di opporsi ad ogni possibile nuova ascesa dell'estrema destra.
Antifa è presente a livello organizzato in Germania, Regno Unito, Paesi Bassi, Svezia, Danimarca, Grecia e a livello informale in altri paesi, tra cui l'Italia, la Francia, gli Stati Uniti e Israele (dove assume spesso connotati antisionisti e pro-cooperazione arabo-israeliana, e fermamente contrari ad ogni forma di antisemitismo).

## Storia
I movimenti antifascisti emersero prima in Italia, durante l'ascesa di Mussolini, ma presto si diffusero in altri paesi europei e poi a livello globale. All'inizio furono coinvolti lavoratori e intellettuali comunisti, socialisti, anarchici e cristiani. Fino al 1928, periodo del Fronte Unito, vi fu una significativa collaborazione tra i comunisti e gli antifascisti non comunisti. Dal 1934 fino al Patto Molotov-Ribbentrop, i comunisti perseguirono un approccio del Fronte popolare, di costruire coalizioni di ampia base con antifascisti liberali e persino conservatori. Man mano che il fascismo consolidava il suo potere, e specialmente durante la seconda guerra mondiale, l'antifascismo assunse in gran parte la forma di movimenti partigiani o di resistenza.

## Caratteristiche
Si tratta di gruppi eterogenei e non sempre collegati tra loro, costituiti principalmente da comunisti e anarchici che desiderano sostituire il capitalismo con una società senza stato e senza classi. Alcuni gruppi propugnano la teoria della triplice oppressione, costituita dal sessismo, dal razzismo e dal classismo capitalista. Il termine antifa e il logo con le due bandiere possono anche indicare il semplice antifascismo al di fuori di gruppi e organizzazioni.
Ciò significa che è strutturato secondo una organizzazione orizzontale, composta da molti gruppi indipendenti, senza un gruppo dirigente né leader, reggendosi grazie alla raccolta ed allo scambio di informazioni per coordinare le attività tra i gruppi locali. L'AFA lavora con altre reti antirazziste in tutta Europa.
Il simbolo dei gruppi AFA è solitamente costituito da un cerchio recante la scritta "azione antifascista" in cui sono iscritte due bandiere, una rossa e l'altra nera, che simboleggiano, rispettivamente, l'orientamento socialista (o comunista) e quello libertario (o anarchico, o anarcosindacalista). Il simbolo è noto in molte varianti, in particolare varia la lingua della scritta ed il colore della bandiera in primo piano: quest'ultimo dettaglio è spesso rilevatore dell'orientamento prevalente nel gruppo. Quando riprodotto su carta autoadesiva, il simbolo è spesso usato per ricoprire gli adesivi o i manifesti di propaganda dei gruppi di estrema destra.

## Attività
Le attività del gruppo nei paesi in cui è organizzato comprendono la distribuzione di volantini, l'organizzazione di manifestazioni. Temendo di essere monitorato dalla polizia, il gruppo non ha alcuna autorità centrale, ed è organizzata in un modo piattaformista.

## Nel mondo

### Danimarca
In Danimarca, AFA è stata fondata a Copenaghen nel 1992, dopo che Henrik Christensen, membro dell'Internazionale Socialista, ha subito un attentato ed è stato ucciso da una bomba, probabilmente da terroristi di destra.

### Germania
Il primo movimento tedesco a chiamarsi Antifaschistische Aktion iniziò nel 1923, come parte del Rotfrontkämpferbund. Il movimento acquistò seguaci dopo essere stato proclamato dal Partito Comunista Tedesco (KPD) nel suo quotidiano Rote Fahne nel 1932, in risposta alla lotta tra i membri nazisti e comunisti del parlamento.
Dopo una dissoluzione forzata ad opera dei nazisti nel 1933, il movimento riprese le proprie attività nel corso degli anni ottanta, spesso vedendo come protagonista il Black bloc (noto con il termine inglese a livello internazionale solo successivamente ma non a caso originariamente solo Schwarz Block), che nacque proprio in Germania: è noto un primo comunicato di matrice anarchica del Black Block ad aprile del 1980 a Francoforte. A Goettingen si vedrà il Black Block usare il simbolo dell'AFA o unirsi a gruppi dell'AFA.

### Italia
Dalla tradizione dei vari movimenti di sinistra radicale, unita all'anarchismo, al movimento no global e quello dei centri sociali autogestiti, è nato negli anni '90 il gruppo di Antifa Italia, che talvolta supporta anche iniziative dell'antifascismo storico e istituzionalizzato, come quelle dei gruppi di ex partigiani dell'ANPI. Si oppone inoltre a cortei di estrema destra.

### Stati Uniti
Il movimento Antifa negli Stati Uniti d'America è un movimento attivista politico militante, di sinistra, antifascista e antirazzista, solitamente anticapitalista.
Una delle prime organizzazioni attive negli USA fu Rose City Antifa, fondata nel 2007 a Portland. Collaborano con il movimento Black Lives Matter e Occupy e sono attivi contro la destra alternativa americana.
Il movimento Antifa, con i black bloc, ha protestato per l'elezione a presidente USA di Donald Trump nel 2016, ha partecipato alle proteste di Berkeley del 2017 tra manifestanti pro e contro Trump, ottenendo l'attenzione dei mass media per i danni causati, stimati in 100.000 dollari. Sono stati anche tra i contro-manifestanti allo Unite the Right rally, dove hanno "certamente usato randelli e liquidi colorati contro i suprematisti bianchi".
Nel 2017 l'FBI e il Dipartimento della sicurezza interna degli Stati Uniti d'America hanno riferito che stavano monitorando attività Antifa sospette in relazione al terrorismo, e nel maggio 2020 il presidente Trump ha scritto su Twitter che "gli Stati Uniti d'America designeranno Antifa come organizzazione terroristica", in seguito alle proteste scatenatesi in seguito alla morte di George Floyd.

### Svezia
Il ramo svedese, Antifascistisk Aktion, è stato fondato nel 1993, a seguito di un clima sempre più razzista in Svezia e un aumento di scontri tra antifascisti e fascisti. AFA si è assunta la responsabilità di aver bruciato Tråvads spinneri nella Svezia occidentale, di proprietà dell'estremista di destra Curt Linusson, e utilizzato come sede della organizzazione neo-nazista Fronte Nazionalsocialista (Nationalsocialistisk Front).
A partire dal 2006 sul sito web di AFA si contavano 17 gruppi AFA in Svezia. AFA Svezia ha un gruppo di sostegno e un dokugrupp che monitora i presunti fascisti e le loro attività. Alcuni critici dicono che il gruppo svedese non rispetti la libertà di parola, poiché alcuni membri hanno attaccato fascisti, nazionalisti e la casa di un giudice.